# Acacia burrowii
Acacia burrowii é uma espécie de leguminosa do gênero Acacia, pertencente à família Fabaceae.